# Hydraena perkinsi
Hydraena perkinsi är en skalbaggsart som beskrevs av Spangler 1980. Hydraena perkinsi ingår i släktet Hydraena och familjen vattenbrynsbaggar. Inga underarter finns listade i Catalogue of Life.